# Johanna Wenckebach
Johanna Wenckebach (* 1982) ist eine deutsche Juristin und Arbeitsrechtlerin. Seit 2024 ist sie Hauptjuristin (Justiziarin) im Vorstand der Industriegewerkschaft Metall (IG Metall). Zuvor war sie von 2019 bis 2023 Wissenschaftliche Direktorin des Hugo-Sinzheimer-Instituts (HSI) für Arbeits- und Sozialrecht, das zur Hans-Böckler-Stiftung gehört. Seit 2023 ist sie außerdem Professorin für Arbeitsrecht an der University of Labour in Frankfurt am Main.

## Leben und beruflicher Werdegang
Wenckebach studierte Rechtswissenschaft an der Humboldt-Universität zu Berlin sowie an der Universität Salamanca und wurde 2012 mit einer Dissertation zum Antidiskriminierungsrecht an der Universität Bremen promoviert. Sie absolvierte ihr Referendariat in Berlin und Brandenburg und legte 2016 das Zweite Staatsexamen ab.
Nach Stationen in der Forschung und Lehre – u. a. an der Hebräischen Universität Jerusalem, der Europa-Universität Viadrina und der Hochschule für Wirtschaft und Recht Berlin – war sie ab 2016 Tarifjuristin in der Bezirksleitung Berlin-Brandenburg-Sachsen der IG Metall. In dieser Funktion war sie auch Mitglied im Aufsichtsrat der Volkswagen Sachsen GmbH, zuletzt als stellvertretende Vorsitzende.
2019 übernahm Wenckebach die Leitung des Hugo-Sinzheimer-Instituts für Arbeitsrecht der Hans-Böckler-Stiftung, das arbeitsrechtliche Forschung mit Praxisbezug betreibt. Im selben Jahr wurde sie vom Wirtschaftsmagazin Capital in die Liste „Top 40 unter 40“ in der Kategorie Wissenschaft und Gesellschaft aufgenommen.
2024 wurde sie Justiziarin im Vorstand der IG Metall und leitet dort das Ressort Recht und Datenschutz. Seit 2023 ist sie Professorin für Arbeitsrecht an der University of Labour. Zudem ist sie ehrenamtliche Richterin am Bundesarbeitsgericht.

## Gremien und Mitgliedschaften
Wenckebach war von 2019 bis 2020 Mitglied und stellvertretende Vorsitzende des Aufsichtsrats der Volkswagen Sachsen GmbH, einer Tochtergesellschaft von Volkswagen. 2024 wurde sie in den Aufsichtsrat der BMW AG gewählt.

## Veröffentlichungen (Auswahl)
- Olaf Deinert, Bertram Zwanziger, Johanna Wenckebach (Hrsg.): Arbeitsrecht. Handbuch für die Praxis. 11. Auflage. Bund‑Verlag, Frankfurt am Main 2023, ISBN 978‑3‑7663‑7200‑0[7].
- Johanna Wenckebach / Jan Tibor Lelley: „Entwurf zur Regulierung von Plattformarbeit“. In: Arbeit und Arbeitsrecht, Heft 3/2022, S. 34 f., ISBN 978‑3‑7663‑6901‑7 (Gesamtheft)[8].
- Eva Kocher / Johanna Wenckebach: „§ 12 AGG als Grundlage für Ansprüche auf angemessene Vorkehrungen“. In: Soziales Recht 1/2013, S. 17–28[9].
- Johanna Wenckebach / Felix Welti: „Barrierefreier Zugang zu Waren und Dienstleistungen“. In: VuR – Versand- und Rechtsreport 2015, S. 209–216[10].
- Interview mit Johanna Wenckebach: „SYSTEMRELEVANT 29 – Tarifbindung stärken?“. Podcast der Hans-Böckler-Stiftung, 21. Oktober 2020[11].

## Auszeichnungen
- 2019: Aufnahme in die Top 40 unter 40 des Wirtschaftsmagazins Capital in der Kategorie Wissenschaft und Gesellschaft.[12]